# A Night at the Opera (album de Blind Guardian)
Cet article concerne l'album de Blind Guardian. Pour l'album de Queen, voir A Night at the Opera.
Pour les articles homonymes, voir A Night at the Opera.
Albums de Blind Guardian
Nightfall in Middle-Earth
(1998) A Twist in the Myth
(2006)
A Night at the Opera est le septième album du groupe de Power metal allemand Blind Guardian, sorti en 2002.

## Liste des titres
1. Precious Jerusalem (6:21)
2. Battlefield (5:37)
3. Under the Ice (5:44)
4. Sadly Sings Destiny (6:04)
5. The Maiden and the Minstrel Knight (5:30)
6. Wait for an Answer (6:30)
7. The Soulforged (5:18)
8. Age of False Innocence (6:05)
9. Punishment Divine (5:45)
10. And Then There Was Silence (14:05)